# 下関南部町郵便局

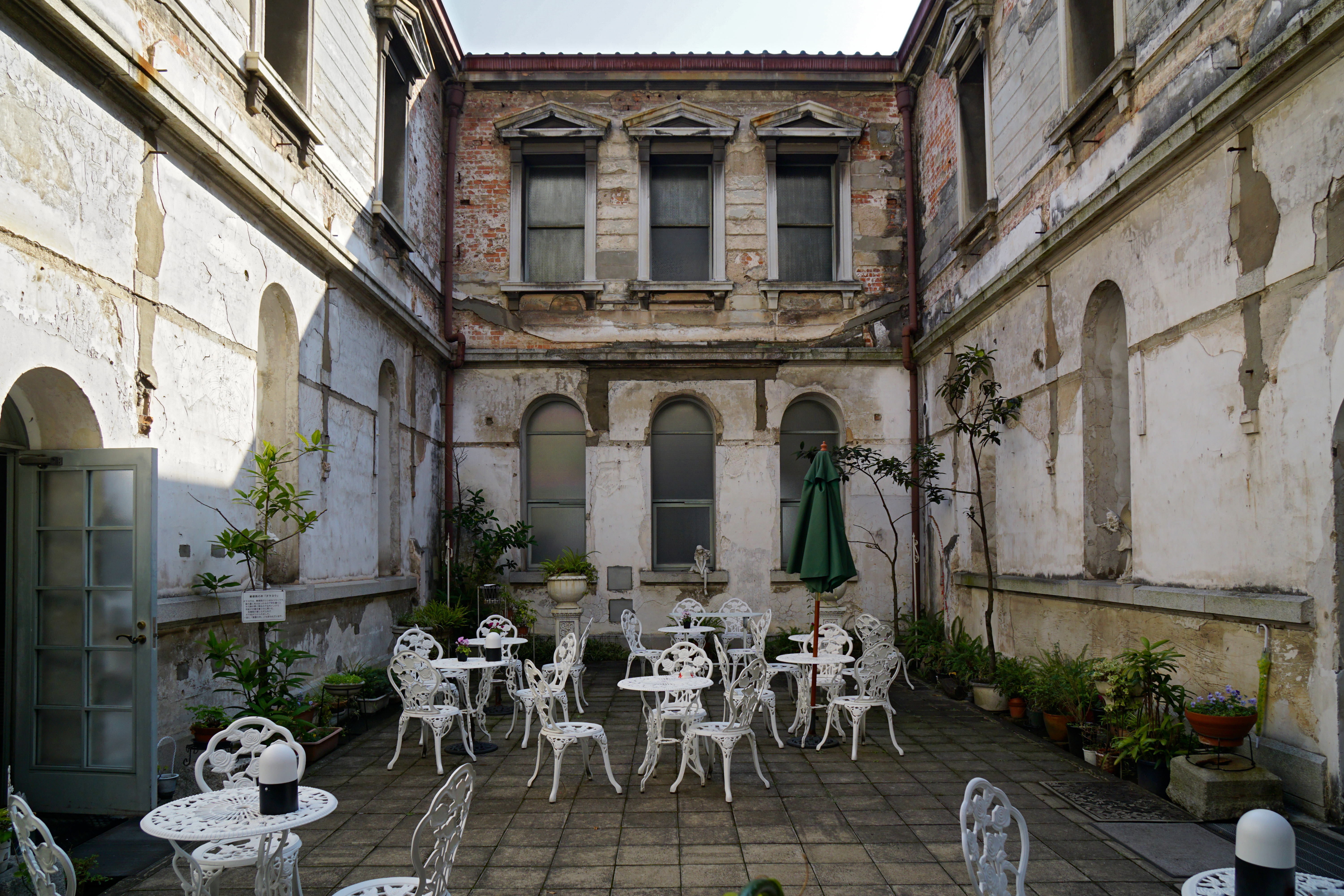
中庭、カフェ多羅葉

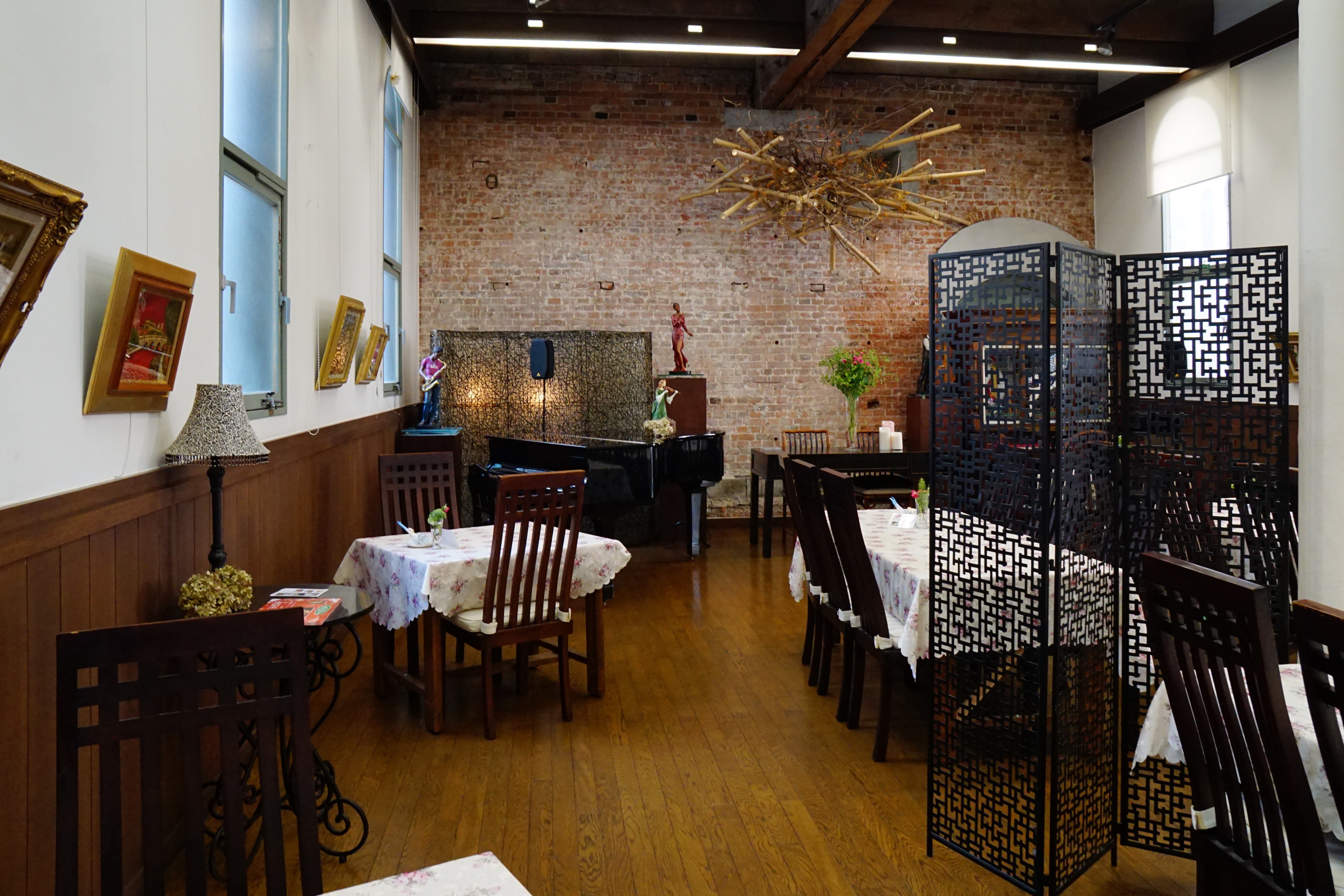
1階、カフェ多羅葉

下関南部町郵便局（しものせきなべちょうゆうびんきょく）は、山口県下関市にある郵便局。民営化前の分類では無集配特定郵便局であった。

## 概要
住所：〒750-0006 山口県下関市南部町22-8
局舎は、元々は赤間関郵便電信局（現・下関東郵便局）として建築されたもので、1975年（昭和50年）下関東郵便局の移転に伴い、同じ建物を使用して新たに当局が設置された。
煉瓦造2階建て洋風建築の建物で、1900年（明治33年）に完成。設計は三橋四郎が担当した。現役の郵便局舎としては国内最古のものであり、2001年（平成13年）には国の登録有形文化財建造物に登録された。建物1階の西側と中庭はカフェ「多羅葉」が設けられ、また1階南西隅には建物に関する資料展示コーナーがある。
局周辺の唐戸地区にはレトロな建築物が点在しており、郵便局としてのみならず観光スポットとしても多くの家族連れや若者などが訪れている。夜はライトアップされる。

## 沿革
- 1975年（昭和50年）5月12日 - 下関東郵便局の移転に伴い、旧局舎を転用して設置された[1]。
- 2001年（平成13年）8月28日 - 国の登録有形文化財建造物に登録される[2]。
- 2007年（平成19年）10月1日 - 民営化。
- 2012年（平成24年）10月1日 - 日本郵便株式会社発足。

## 取扱内容
- 郵便、印紙、ゆうパック
- 貯金、為替、振替、振込、国債
- 生命保険、バイク自賠責保険
- ゆうちょ銀行ATM

## 周辺
- 旧秋田商会ビル（隣接）
- 旧下関英国領事館
- 下関市役所本庁舎
- 唐戸市場
- しものせき水族館 海響館

## アクセス
- JR山陽本線 下関駅から徒歩約28分
- JR山陽本線 下関駅から サンデン交通バスで7分、「唐戸」下車すぐ
- 関門汽船 唐戸乗り場より徒歩3分
- 中国自動車道・関門橋 下関ICから南へ約3km
- 国道9号沿い
- 駐車場あり：2台